# Liste des gonfaloniers de justice et prieurs de la république de Florence au XVe siècle
Pour un article plus général, voir Liste des gonfaloniers de justice et prieurs de la république de Florence.
Cet article dresse une liste des gonfaloniers de justice et prieurs de la république de Florence au XVe siècle.

## Années 1410
| Période de gouvernement          | Gonfaloniers de Justice et Prieurs                                    | Notes                                                            |
| -------------------------------- | --------------------------------------------------------------------- | ---------------------------------------------------------------- |
| 1er janvier 1410-28 février 1410 | Filippo di Niccolò de'Giugni                                          | Gonf. issu du q. Santa Croce.                                    |
| 1er janvier 1410-28 février 1410 | Giovanni di Lodovico di Banco                                         | Pr. du q. San Spirito.                                           |
| 1er janvier 1410-28 février 1410 | Bartolo di Jacopo di Banco Bencivenni                                 | Pr. du q. San Spirito.                                           |
| 1er janvier 1410-28 février 1410 | Jacopo di Giunta                                                      | Pr. du q. Santa Croce. Boulanger (fornaio).                      |
| 1er janvier 1410-28 février 1410 | Domenico di Giovanni                                                  | Pr. du q. Santa Croce. Fabricant de ciseaux (forbiciaio).        |
| 1er janvier 1410-28 février 1410 | Geri di Testa di Jacopo Girolami                                      | Pr. du q. Santa Maria Novella.                                   |
| 1er janvier 1410-28 février 1410 | Salvestro di Tommaso Popoleschi                                       | Pr. du q. Santa Maria Novella.                                   |
| 1er janvier 1410-28 février 1410 | Francesco di Bartolello                                               | Pr. du q. San Giovanni. Orfèvre (orafo).                         |
| 1er janvier 1410-28 février 1410 | Neri di Francesco di Neri Fioravanti                                  | Pr. du q. San Giovanni.                                          |
| 1er mars 1410-30 avril 1410      | Antonio di Cipriano Mangioni                                          | Gonf. issu du q. Santa Maria Novella.                            |
| 1er mars 1410-30 avril 1410      | Guidetto di Jacopo Guidetti                                           | Pr. du q. San Spirito.                                           |
| 1er mars 1410-30 avril 1410      | Gherardo di Jacopo Canigiani                                          | Pr. du q. San Spirito.                                           |
| 1er mars 1410-30 avril 1410      | Giorgio di Jacopo di Berto Berlinghieri                               | Pr. du q. Santa Croce.                                           |
| 1er mars 1410-30 avril 1410      | Antonio di Mess. Niccolò da Rabatta                                   | Pr. du q. Santa Croce.                                           |
| 1er mars 1410-30 avril 1410      | Simone d'Agostino Serragli                                            | Pr. du q. Santa Maria Novella. Négociant en vins (vinattiere).   |
| 1er mars 1410-30 avril 1410      | Piero di Bartolo Ottavanti                                            | Pr. du q. Santa Maria Novella. Marchand de blé (biadaiolo').     |
| 1er mars 1410-30 avril 1410      | Michele di Ser Parente                                                | Pr. du q. San Giovanni. Tisseur sur soie (setaiolo) ?            |
| 1er mars 1410-30 avril 1410      | Bartolommeo di Jacopone Gherardini                                    | Pr. du q. San Giovanni.                                          |
| 1er mai 1410-30 juin 1410        | Giorgio d'Aldobrandino del Nero di Madonna                            | Gonf. issu du q. San Giovanni. Changeur de monnaie (cambiatore). |
| 1er mai 1410-30 juin 1410        | Cristofano di Ser Francesco Masini                                    | Pr. du q. San Spirito.                                           |
| 1er mai 1410-30 juin 1410        | Bartolommeo d'Andrea del Benino                                       | Pr. du q. San Spirito.                                           |
| 1er mai 1410-30 juin 1410        | Lippo di Lodovico Ceffini                                             | Pr. du q. Santa Croce.                                           |
| 1er mai 1410-30 juin 1410        | Andrea di Giovanni del Bellaccio (ou Bellacci')                       | Pr. du q. Santa Croce.                                           |
| 1er mai 1410-30 juin 1410        | Luigi d'Antonio Aldobrandini                                          | Pr. du q. Santa Maria Novella.                                   |
| 1er mai 1410-30 juin 1410        | Francesco di Francesco di Pierozzo della Luna                         | Pr. du q. Santa Maria Novella.                                   |
| 1er mai 1410-30 juin 1410        | Giovanni di Niccolò dell'Accette                                      | Pr. du q. San Giovanni. Forgeron (fabbro).                       |
| 1er mai 1410-30 juin 1410        | Tommaso Guidotti                                                      | Pr. du q. San Giovanni. Menuisier (legnaiolo).                   |
| 1er juillet 1410-31 août 1410    | Barduccio di Cherichino (ou Cherichini)                               | Gonf. issu du q. San Spirito. Fabricant de tables (tavoliere).   |
| 1er juillet 1410-31 août 1410    | Bonaccorso di Paolo Corsellini                                        | Pr. du q. San Spirito. Dinandier, artisan du cuivre (ottonaio).  |
| 1er juillet 1410-31 août 1410    | Taccino di Bizzino                                                    | Pr. du q. San Spirito. Hôtelier (albergatore).                   |
| 1er juillet 1410-31 août 1410    | Caccino di Francesco del Caccia                                       | Pr. du q. Santa Croce.                                           |
| 1er juillet 1410-31 août 1410    | Duccino di Lotto Mancini                                              | Pr. du q. Santa Croce.                                           |
| 1er juillet 1410-31 août 1410    | Arrigo di Davanzato Davanzati                                         | Pr. du q. Santa Maria Novella.                                   |
| 1er juillet 1410-31 août 1410    | Piero di Giovanni Anselmi                                             | Pr. du q. Santa Maria Novella.                                   |
| 1er juillet 1410-31 août 1410    | Bartolo di Noferi di Giovanni Bischeri (ou Bartolo di Nofri Bischeri) | Pr. du q. San Giovanni.                                          |
| 1er juillet 1410-31 août 1410    | Piero di Bernardo della Rena                                          | Pr. du q. San Giovanni.                                          |
| 1410                             | Giovanni Bucelli                                                      | Gonf.                                                            |
| 1410                             | Pr. du q. San Spirito.                                                |                                                                  |
| 1410                             | Pr. du q. San Spirito.                                                |                                                                  |
| 1410                             | Pr. du q. Santa Croce.                                                |                                                                  |
| 1410                             | Pr. du q. Santa Croce.                                                |                                                                  |
| 1410                             | Pr. du q. Santa Maria Novella.                                        |                                                                  |
| 1410                             | Pr. du q. Santa Maria Novella.                                        |                                                                  |
| 1410                             | Pr. du q. San Giovanni.                                               |                                                                  |
| 1410                             | Pr. du q. San Giovanni.                                               |                                                                  |
| 1410                             | Sandro Altoviti                                                       | Gonf.                                                            |
| 1410                             | Pr. du q. San Spirito.                                                |                                                                  |
| 1410                             | Pr. du q. San Spirito.                                                |                                                                  |
| 1410                             | Pr. du q. Santa Croce.                                                |                                                                  |
| 1410                             | Pr. du q. Santa Croce.                                                |                                                                  |
| 1410                             | Pr. du q. Santa Maria Novella.                                        |                                                                  |
| 1410                             | Pr. du q. Santa Maria Novella.                                        |                                                                  |
| 1410                             | Pr. du q. San Giovanni.                                               |                                                                  |
| 1410                             | Pr. du q. San Giovanni.                                               |                                                                  |
| 1411                             | Bernardo Guadagni                                                     | Gonf.                                                            |
| 1411                             | Bartolommeo Corbinelli                                                | Gonf.                                                            |
| 1411                             | Giovanni Riccialbani                                                  | Gonf.                                                            |
| 1411                             | Rinaldo Gianfigliazzi                                                 | Gonf.                                                            |
| 1411                             | Rinaldo Rondinelli                                                    | Gonf.                                                            |
| 1411                             | Vannozzo Serragli                                                     | Gonf.                                                            |
| 1412                             | Antonio da Panzano                                                    | Gonf.                                                            |
| 1412                             | Giovanni Aldobrandini                                                 | Gonf.                                                            |
| 1412                             | Noferi Bischeri                                                       | Gonf.                                                            |
| 1412                             | Lorenzo Ridolfi                                                       | Gonf.                                                            |
| 1412                             | Lapo Niccolini                                                        | Gonf.                                                            |
| 1412                             | Antonio Davanzati                                                     | Gonf.                                                            |
| 1413                             | Jacopo Guasconi                                                       | Gonf.                                                            |
| 1413                             | Filippo Corsini                                                       | Gonf.                                                            |
| 1413                             | Filippo Giugni                                                        | Gonf.                                                            |
| 1413                             | Antonio Mangioni                                                      | Gonf.                                                            |
| 1413                             | Guidaccio del Pecora                                                  | Gonf.                                                            |
| 1413                             | Barduccio di Cherichino                                               | Gonf.                                                            |
| 1414                             | Ridolfo Peruzzi                                                       | Gonf.                                                            |
| 1414                             | Arrigo Mazzinghi                                                      | Gonf.                                                            |
| 1414                             | Maso degli Albizzi                                                    | Gonf.                                                            |
| 1414                             | Ubaldo Ubertini                                                       | Gonf.                                                            |
| 1414                             | Vanno Castellani                                                      | Gonf.                                                            |
| 1414                             | Paolo Bordoni                                                         | Gonf.                                                            |
| 1415                             | Agnolo Pandolfini                                                     | Gonf.                                                            |
| 1415                             | Bartolo Ridolfi                                                       | Gonf.                                                            |
| 1415                             | Antonio da Panzano                                                    | Gonf.                                                            |
| 1415                             | Giovanni Temperani                                                    | Gonf.                                                            |
| 1415                             | Paolo Carnesecchi                                                     | Gonf.                                                            |
| 1415                             | Francesco Canigiani                                                   | Gonf.                                                            |
| 1416                             | Giovanni Riccialbani                                                  | Gonf.                                                            |
| 1416                             | Piero Bonciani                                                        | Gonf.                                                            |
| 1416                             | Vieri Guadagni                                                        | Gonf.                                                            |
| 1416                             | Gherardo Machiavelli                                                  | Gonf.                                                            |
| 1416                             | Giorgio Berlinghieri                                                  | Gonf.                                                            |
| 1416                             | Marco Bartoli                                                         | Gonf.                                                            |
| 1417                             | Filippo Arrigucci                                                     | Gonf.                                                            |
| 1417                             | Buonaccorso Pitti                                                     | Gonf.                                                            |
| 1417                             | Filippo Giugni                                                        | Gonf.                                                            |
| 1417                             | Filippo Carducci                                                      | Gonf.                                                            |
| 1417                             | Ugo della Stufa                                                       | Gonf.                                                            |
| 1417                             | Filippo Corsini                                                       | Gonf.                                                            |
| 1418                             | Antonio da Rabatta                                                    | Gonf.                                                            |
| 1418                             | Tommaso Ardinghelli                                                   | Gonf.                                                            |
| 1418                             | Giovanni Bischeri                                                     | Gonf.                                                            |
| 1418                             | Gino Capponi                                                          | Gonf.                                                            |
| 1418                             | Giovanni Bucelli                                                      | Gonf.                                                            |
| 1418                             | Francesco della Luna                                                  | Gonf.                                                            |
| 1419                             | Jacopo da Filicaia                                                    | Gonf.                                                            |
| 1419                             | Bernardo da Quarata                                                   | Gonf.                                                            |
| 1419                             | Niccolò Sacchetti                                                     | Gonf.                                                            |
| 1419                             | Rinaldo Gianfigliazzi                                                 | Gonf.                                                            |
| 1419                             | Rinaldo Rondinelli                                                    | Gonf.                                                            |
| 1419                             | Giovanni Soderini                                                     | Gonf.                                                            |

## Années 1420
| Période de gouvernement | Gonfaloniers de Justice et Prieurs | Notes |
| ----------------------- | ---------------------------------- | ----- |
| 1420                    | Giovanni Riccialbani               | Gonf. |
| 1420                    | Giovanni Minerbetti                | Gonf. |
| 1420                    | Agnolo Pandolfini                  | Gonf. |
| 1420                    | Gherardo Canigiani                 | Gonf. |
| 1420                    | Piero Baroncelli                   | Gonf. |
| 1420                    | Luigi Spini                        | Gonf. |
| 1421                    | Bartolommeo Valori                 | Gonf. |
| 1421                    | Niccolò da Uzzano                  | Gonf. |
| 1421                    | Lapo Niccolini                     | Gonf. |
| 1421                    | Piero Bonciani                     | Gonf. |
| 1421                    | Giovanni de'Medici                 | Gonf. |
| 1421                    | Piero Guicciardini                 | Gonf. |
| 1422                    | Giannozzo Cafferelli               | Gonf. |
| 1422                    | Giovanni Altoviti                  | Gonf. |
| 1422                    | Jacopo Ciai                        | Gonf. |
| 1422                    | Buonaccorso Pitti                  | Gonf. |
| 1422                    | Bernardo Nardi                     | Gonf. |
| 1422                    | Giovanni Aldobrandini              | Gonf. |
| 1423                    | Rinaldo Rondinelli                 | Gonf. |
| 1423                    | Giovanni Barbadori                 | Gonf. |
| 1423                    | Bernardo di Ser Zello              | Gonf. |
| 1423                    | Tommaso Minerbetti                 | Gonf. |
| 1423                    | Piero Ginori                       | Gonf. |
| 1423                    | Gherardo Canigiani                 | Gonf. |
| 1424                    | Tommaso Borghini Taddei            | Gonf. |
| 1424                    | Lionardo Fantoni                   | Gonf. |
| 1424                    | Filippo Arrigucci                  | Gonf. |
| 1424                    | Bartolo Bencivenni                 | Gonf. |
| 1424                    | Matteo Castellani                  | Gonf. |
| 1424                    | Piero Beccanugi                    | Gonf. |
| 1425                    | Piero della Rena                   | Gonf. |
| 1425                    | Vannozzo Serragli                  | Gonf. |
| 1425                    | Lapo Niccolini                     | Gonf. |
| 1425                    | Lorenzo Lenzi                      | Gonf. |
| 1425                    | Niccolò Manovelli                  | Gonf. |
| 1425                    | Schiatta Ridolfi                   | Gonf. |
| 1426                    | Cristofano Brandolini              | Gonf. |
| 1426                    | Jacopo Federighi                   | Gonf. |
| 1426                    | Vieri Rondinelli                   | Gonf. |
| 1426                    | Lorenzo Ridolfi                    | Gonf. |
| 1426                    | Giovanni Salviati                  | Gonf. |
| 1426                    | Salvestro Popoleschi               | Gonf. |
| 1427                    | Guidaccio Pecori                   | Gonf. |
| 1427                    | Astorre Gianni                     | Gonf. |
| 1427                    | Fruosino da Verrazzano             | Gonf. |
| 1427                    | Carlo Bonciani                     | Gonf. |
| 1427                    | Bartolommeo Gherardini             | Gonf. |
| 1427                    | Sandro Biliotti                    | Gonf. |
| 1428                    | Rinieri Bagnesi                    | Gonf. |
| 1428                    | Paolo Rucellai                     | Gonf. |
| 1428                    | Neri Fioravanti                    | Gonf. |
| 1428                    | Parigi Corbinelli                  | Gonf. |
| 1428                    | Zanobi Arnolfi                     | Gonf. |
| 1428                    | Giannozzo Gianfigliazzi            | Gonf. |
| 1429                    | Lorenzo della Stufa                | Gonf. |
| 1429                    | Goro Dati                          | Gonf. |
| 1429                    | Andrea Giugni                      | Gonf. |
| 1429                    | Carlo Bartoli                      | Gonf. |
| 1429                    | Berto da Filicaia                  | Gonf. |
| 1429                    | Tommaso Barbadori                  | Gonf. |

## Années 1430
| Période de gouvernement | Gonfaloniers de Justice et Prieurs | Notes |
| ----------------------- | ---------------------------------- | ----- |
| 1430                    | Antonio da Rabatta                 | Gonf. |
| 1430                    | Piero Bonciani                     | Gonf. |
| 1430                    | Niccolò Rittafè                    | Gonf. |
| 1430                    | Giovanni di Cherichino             | Gonf. |
| 1430                    | Bartolommeo Peruzzi                | Gonf. |
| 1430                    | Lionardo Fantoni                   | Gonf. |
| 1431                    | Giovanni Arrighi                   | Gonf. |
| 1431                    | Filippo del Bugliaffo              | Gonf. |
| 1431                    | Jacopo Giugni                      | Gonf. |
| 1431                    | Luigi Aldobrandini                 | Gonf. |
| 1431                    | Agnolo Pandolfini                  | Gonf. |
| 1431                    | Antonio Serragli                   | Gonf. |
| 1432                    | Ubertino Risaliti                  | Gonf. |
| 1432                    | Dosso Spini                        | Gonf. |
| 1432                    | Piero Pecori                       | Gonf. |
| 1432                    | Lorenzo Ridolfi                    | Gonf. |
| 1432                    | Ridolfo Peruzzi                    | Gonf. |
| 1432                    | Oddo Altoviti                      | Gonf. |
| 1433                    | Andrea Rondinelli                  | Gonf. |
| 1433                    | Guido Deti                         | Gonf. |
| 1433                    | Giovanni Salviati                  | Gonf. |
| 1433                    | Tommaso Minerbetti                 | Gonf. |
| 1433                    | Bernardo Guadagni                  | Gonf. |
| 1433                    | Bartolommeo Ridolfi                | Gonf. |
| 1434                    | Manetto Scilinguati                | Gonf. |
| 1434                    | Tommaso Lucalberti                 | Gonf. |
| 1434                    | Aldobrandino Aldobrandini          | Gonf. |
| 1434                    | Donato Velluti                     | Gonf. |
| 1434                    | Niccolò Cocchi                     | Gonf. |
| 1434                    | Giovanni Minerbetti                | Gonf. |
| 1435                    | Cosimo de'Medici                   | Gonf. |
| 1435                    | Filippo de Bugliaffa               | Gonf. |
| 1435                    | Taddeo dell'Antella                | Gonf. |
| 1435                    | Domenico Buoninsegni               | Gonf. |
| 1435                    | Berto da Filicaia                  | Gonf. |
| 1435                    | Piero Guicciardini                 | Gonf. |
| 1436                    | Bernardo Gherardi                  | Gonf. |
| 1436                    | Giuliano Davanzati                 | Gonf. |
| 1436                    | Niccolò Valori                     | Gonf. |
| 1436                    | Neri Capponi                       | Gonf. |
| 1436                    | Jacopo Ciacchi                     | Gonf. |
| 1436                    | Manno Temperani                    | Gonf. |
| 1437                    | Simone Carnesecchi                 | Gonf. |
| 1437                    | Giovanni Nasi                      | Gonf. |
| 1437                    | Bernardo Ciacchi                   | Gonf. |
| 1437                    | Piero Beccanugi                    | Gonf. |
| 1437                    | Niccolò degli Albizzi              | Gonf. |
| 1437                    | Antonio Boverelli                  | Gonf. |
| 1438                    | Niccolò Cocchi                     | Gonf. |
| 1438                    | Niccolò Malegonnelle               | Gonf. |
| 1438                    | Bartolommeo Orlandini              | Gonf. |
| 1438                    | Luca Ubertini                      | Gonf. |
| 1438                    | Bartolo Corsi                      | Gonf. |
| 1438                    | Dardano Acciaiuoli                 | Gonf. |
| 1439                    | Cosimo de'Medici                   | Gonf. |
| 1439                    | Piero Guicciardini                 | Gonf. |
| 1439                    | Alamanno Salviati                  | Gonf. |
| 1439                    | Filippo Carducci                   | Gonf. |
| 1439                    | Neri Bartolini Scodellari          | Gonf. |
| 1439                    | Guido Machiavelli                  | Gonf. |

## Années 1440
| Période de gouvernement | Gonfaloniers de Justice et Prieurs | Notes |
| ----------------------- | ---------------------------------- | ----- |
| 1440                    | Paolo del Diacceto                 | Gonf. |
| 1440                    | Lionardo Bartoli                   | Gonf. |
| 1440                    | Giuliano Martini Gucci             | Gonf. |
| 1440                    | Lutozzo Nasi                       | Gonf. |
| 1440                    | Andrea Nardi                       | Gonf. |
| 1440                    | Domenico Pescioni                  | Gonf. |
| 1441                    | Alessandro degli Alessandri        | Gonf. |
| 1441                    | Daniele Canigiani                  | Gonf. |
| 1441                    | Giovanni Morelli                   | Gonf. |
| 1441                    | Domenico Buoninsegni               | Gonf. |
| 1441                    | Bartolommeo Orlandini              | Gonf. |
| 1441                    | Castello Quaratesi                 | Gonf. |
| 1442                    | Taddeo dell'Antella                | Gonf. |
| 1442                    | Carlo Bonciani                     | Gonf. |
| 1442                    | Luca degli Albizzi                 | Gonf. |
| 1442                    | Giovanni Falconi                   | Gonf. |
| 1442                    | Bernardo Gherardi                  | Gonf. |
| 1442                    | Manno Temperani                    | Gonf. |
| 1443                    | Francesco Gherardini               | Gonf. |
| 1443                    | Giovanni Boveregli                 | Gonf. |
| 1443                    | Bartolommeo Spinelli               | Gonf. |
| 1443                    | Simone Guiducci                    | Gonf. |
| 1443                    | Antonio Masi                       | Gonf. |
| 1443                    | Giovanni Benci                     | Gonf. |
| 1444                    | Antonio Serristori                 | Gonf. |
| 1444                    | Francesco Venturi                  | Gonf. |
| 1444                    | Giuliano Martini Gucci             | Gonf. |
| 1444                    | Sandro Biliotti                    | Gonf. |
| 1444                    | Francesco Berlinghieri             | Gonf. |
| 1444                    | Carlo Federighi                    | Gonf. |
| 1445                    | Nerone Neroni                      | Gonf. |
| 1445                    | Giovanni Corsini                   | Gonf. |
| 1445                    | Niccolò Giugni                     | Gonf. |
| 1445                    | Dardano Acciaiuoli                 | Gonf. |
| 1445                    | Cosimo de'Medici                   | Gonf. |
| 1445                    | Tommaso Corbinelli                 | Gonf. |
| 1446                    | Galileo Galilei                    | Gonf. |
| 1446                    | Ugolino Mazzinghi                  | Gonf. |
| 1446                    | Giovanni degli Albizzi             | Gonf. |
| 1446                    | Ruberto Pitti                      | Gonf. |
| 1446                    | Andrea Nardi                       | Gonf. |
| 1446                    | Domenico Pescioni                  | Gonf. |
| 1447                    | Bernardetto de'Medici              | Gonf. |
| 1447                    | Lutozzo Nasi                       | Gonf. |
| 1447                    | Lodovico Verrazzani                | Gonf. |
| 1447                    | Giovanni Bartoli                   | Gonf. |
| 1447                    | Puccio Pucci                       | Gonf. |
| 1447                    | Castello Quaratesi                 | Gonf. |
| 1448                    | Bernardo Gherardi                  | Gonf. |
| 1448                    | Manno Temperani                    | Gonf. |
| 1448                    | Alessandro degli Alessandri        | Gonf. |
| 1448                    | Luca Pitti                         | Gonf. |
| 1448                    | Alamanno Salviati                  | Gonf. |
| 1448                    | Agnolo Acciaiuoli                  | Gonf. |
| 1449                    | Ugolino Martelli                   | Gonf. |
| 1449                    | Tommaso Soderini                   | Gonf. |
| 1449                    | Niccolò Giugni                     | Gonf. |
| 1449                    | Piero Davanzati                    | Gonf. |
| 1449                    | Diotisalvi Neroni                  | Gonf. |
| 1449                    | Piero del Benino                   | Gonf. |

## Années 1450
| Période de gouvernement | Gonfaloniers de Justice et Prieurs | Notes |
| ----------------------- | ---------------------------------- | ----- |
| 1450                    | Francesco Sacchetti                | Gonf. |
| 1450                    | Niccolò Malegonnelle               | Gonf. |
| 1450                    | Simone Carnesecchi                 | Gonf. |
| 1450                    | Luigi Ridolfi                      | Gonf. |
| 1450                    | Lorenzo Spinelli                   | Gonf. |
| 1450                    | Giovanni Popoleschi                | Gonf. |
| 1451                    | Aldobrandino Aldobrandini          | Gonf. |
| 1451                    | Simone Canigiani                   | Gonf. |
| 1451                    | Bernardo Giugni                    | Gonf. |
| 1451                    | Niccolò Mori                       | Gonf. |
| 1451                    | Bernardo Carnesecchi               | Gonf. |
| 1451                    | Niccolò Soderini                   | Gonf. |
| 1452                    | Mariotto Benvenuti                 | Gonf. |
| 1452                    | Domenico Buoninsegni               | Gonf. |
| 1452                    | Ugolino Martelli                   | Gonf. |
| 1452                    | Giannozzo Pitti                    | Gonf. |
| 1452                    | Francesco Orlandi                  | Gonf. |
| 1452                    | Federigo Federighi                 | Gonf. |
| 1453                    | Francesco Neroni                   | Gonf. |
| 1453                    | Luigi Guicciardini                 | Gonf. |
| 1453                    | Bernardo Gherardi                  | Gonf. |
| 1453                    | Martino Bencivenni                 | Gonf. |
| 1453                    | Matteo Palmieri                    | Gonf. |
| 1453                    | Luca Pitti                         | Gonf. |
| 1454                    | Matteo Morelli                     | Gonf. |
| 1454                    | Manno Temperani                    | Gonf. |
| 1454                    | Diotisalvi Neroni                  | Gonf. |
| 1454                    | Tommaso Soderini                   | Gonf. |
| 1454                    | Giovanni Niccolini                 | Gonf. |
| 1454                    | Agnolo Acciaiuoli                  | Gonf. |
| 1455                    | Agnolo della Stufa                 | Gonf. |
| 1455                    | Bernardo Ridolfi                   | Gonf. |
| 1455                    | Piero Corsi                        | Gonf. |
| 1455                    | Piero Rucellai                     | Gonf. |
| 1455                    | Bernardetto de'Medici              | Gonf. |
| 1455                    | Francesco del Benino               | Gonf. |
| 1456                    | Mariotto Benvenuti                 | Gonf. |
| 1456                    | Francesco Venturi                  | Gonf. |
| 1456                    | Domenico Martelli                  | Gonf. |
| 1456                    | Daniele Canigiani                  | Gonf. |
| 1456                    | Donato Cocchi                      | Gonf. |
| 1456                    | Bartolommeo Lenzi                  | Gonf. |
| 1457                    | Andrea della Stufa                 | Gonf. |
| 1457                    | Francesco Bonsi                    | Gonf. |
| 1457                    | Matteo Morelli                     | Gonf. |
| 1457                    | Simone Guiducci                    | Gonf. |
| 1457                    | Francesco Ginori                   | Gonf. |
| 1457                    | Luigi Guicciardini                 | Gonf. |
| 1458                    | Noferi del Caccia                  | Gonf. |
| 1458                    | Matteo Bartoli                     | Gonf. |
| 1458                    | Ugolino Martelli                   | Gonf. |
| 1458                    | Luca Pitti                         | Gonf. |
| 1458                    | Otto Niccolini                     | Gonf. |
| 1458                    | Bardo Altoviti                     | Gonf. |
| 1459                    | Ruberto Sostegni                   | Gonf. |
| 1459                    | Agnolo Vettori                     | Gonf. |
| 1459                    | Bernardo Gherardi                  | Gonf. |
| 1459                    | Lionardo Bartolini                 | Gonf. |
| 1459                    | Niccolò degli Alessandri           | Gonf. |
| 1459                    | Giovanni Canigiani                 | Gonf. |

## Années 1460
| Période de gouvernement | Gonfaloniers de Justice et Prieurs | Notes |
| ----------------------- | ---------------------------------- | ----- |
| 1460                    | Francesco Orlandi                  | Gonf. |
| 1460                    | Jacopo Mazzinghi                   | Gonf. |
| 1460                    | Salvestro Lapi                     | Gonf. |
| 1460                    | Tommaso Soderini                   | Gonf. |
| 1460                    | Giovanni del Caccia                | Gonf. |
| 1460                    | Francesco Tigliamochi              | Gonf. |
| 1461                    | Piero di Cosimo de'Medici          | Gonf. |
| 1461                    | Bernardo Corbinelli                | Gonf. |
| 1461                    | Franco Sacchetti                   | Gonf. |
| 1461                    | Guido Bonciani                     | Gonf. |
| 1461                    | Carlo Pandolfini                   | Gonf. |
| 1461                    | Alessandro Machiavelli             | Gonf. |
| 1462                    | Carlo da Diacceto                  | Gonf. |
| 1462                    | Giuliano Vespucci                  | Gonf. |
| 1462                    | Piero de'Pazzi                     | Gonf. |
| 1462                    | Luigi Pitti                        | Gonf. |
| 1462                    | Francesco Bagnesi                  | Gonf. |
| 1462                    | Gherardo Gianfigliazzi             | Gonf. |
| 1463                    | Antonio Pucci                      | Gonf. |
| 1463                    | Cristoforo del Bugliaffa           | Gonf. |
| 1463                    | Francesco Salviati                 | Gonf. |
| 1463                    | Manno Temperani                    | Gonf. |
| 1463                    | Giovanni Lorini                    | Gonf. |
| 1463                    | Antonio Ridolfi                    | Gonf. |
| 1464                    | Orlando Gherardi                   | Gonf. |
| 1464                    | Andrea Carducci                    | Gonf. |
| 1464                    | Nigi Neroni                        | Gonf. |
| 1464                    | Giorgio Ugolini                    | Gonf. |
| 1464                    | Giovanni Serristori                | Gonf. |
| 1464                    | Giovanni Venturi                   | Gonf. |
| 1465                    | Maso della Rena                    | Gonf. |
| 1465                    | Niccolò Capponi                    | Gonf. |
| 1465                    | Lorenzo Niccolini                  | Gonf. |
| 1465                    | Martino Scarfi                     | Gonf. |
| 1465                    | Niccolò Cerretani                  | Gonf. |
| 1465                    | Niccolò Soderini                   | Gonf. |
| 1466                    | Francesco Bagnesi                  | Gonf. |
| 1466                    | Bartolommeo Lenzi                  | Gonf. |
| 1466                    | Maso degli Alessandri              | Gonf. |
| 1466                    | Bernardo Lotti                     | Gonf. |
| 1466                    | Ruberto Lioni                      | Gonf. |
| 1466                    | Paolo Federighi                    | Gonf. |
| 1467                    | Carlo Pandolfini                   | Gonf. |
| 1467                    | Tommaso Soderini                   | Gonf. |
| 1467                    | Giovanni dell'Antella              | Gonf. |
| 1467                    | Bongianni Gianfigliazzi            | Gonf. |
| 1467                    | Andrea di Cresci                   | Gonf. |
| 1467                    | Bertoldo Corsini                   | Gonf. |
| 1468                    | Piero Mellini                      | Gonf. |
| 1468                    | Cipriano di Ser Nigi               | Gonf. |
| 1468                    | Carlo de'Medici                    | Gonf. |
| 1468                    | Mariotto Lippi                     | Gonf. |
| 1468                    | Francesco Dini                     | Gonf. |
| 1468                    | Niccolò Tornabuoni                 | Gonf. |
| 1469                    | Jacopo de'Pazzi                    | Gonf. |
| 1469                    | Jacopo Guicciardini                | Gonf. |
| 1469                    | Francesco Cocchi                   | Gonf. |
| 1469                    | Piero Minerbetti                   | Gonf. |
| 1469                    | Giovenco della Stufa               | Gonf. |
| 1469                    | Piero Nasi                         | Gonf. |

## Années 1470
| Période de gouvernement | Gonfaloniers de Justice et Prieurs | Notes |
| ----------------------- | ---------------------------------- | ----- |
| 1470                    | Bernardo Salviati                  | Gonf. |
| 1470                    | Antonio de'Nobili                  | Gonf. |
| 1470                    | Carlo Pandolfini                   | Gonf. |
| 1470                    | Giovanni Ridolfi                   | Gonf. |
| 1470                    | Ristoro Serristori                 | Gonf. |
| 1470                    | Bongianni Gianfigliazzi            | Gonf. |
| 1471                    | Agnolo della Stufa                 | Gonf. |
| 1471                    | Gino di Neri Capponi               | Gonf. |
| 1471                    | Bardo Corsi                        | Gonf. |
| 1471                    | Piero Malegonnelle                 | Gonf. |
| 1471                    | Antonio Taddei                     | Gonf. |
| 1471                    | Zanobi Biliotti                    | Gonf. |
| 1472                    | Giovanni Salviati                  | Gonf. |
| 1472                    | Giovanni Compagni                  | Gonf. |
| 1472                    | Antonio Martelli                   | Gonf. |
| 1472                    | Tanai de'Nerli                     | Gonf. |
| 1472                    | Giovanni Orlandini                 | Gonf. |
| 1472                    | Piero Berardi                      | Gonf. |
| 1473                    | Piero de'Medici                    | Gonf. |
| 1473                    | Luigi Guicciardini                 | Gonf. |
| 1473                    | Chirico Pepi                       | Gonf. |
| 1473                    | Bartolommeo del Vigna              | Gonf. |
| 1473                    | Antonio degli Alessandri           | Gonf. |
| 1473                    | Jacopo Ridolfi                     | Gonf. |
| 1474                    | Jacopo Cocchi                      | Gonf. |
| 1474                    | Donato Acciaiuoli                  | Gonf. |
| 1474                    | Maso degli Albizzi                 | Gonf. |
| 1474                    | Bernardo Antinori                  | Gonf. |
| 1474                    | Paolo Niccolini                    | Gonf. |
| 1474                    | Tommaso Davanzati                  | Gonf. |
| 1475                    | Alessandro da Filicaia             | Gonf. |
| 1475                    | Bernardo del Nero                  | Gonf. |
| 1475                    | Ruberto Lioni                      | Gonf. |
| 1475                    | Giovanni Rucellai                  | Gonf. |
| 1475                    | Giovanni Carnesecchi               | Gonf. |
| 1475                    | Giovanni Canigiani                 | Gonf. |
| 1476                    | Cristoforo Spinelli                | Gonf. |
| 1476                    | Carlo Carducci                     | Gonf. |
| 1476                    | Domenico Pandolfini                | Gonf. |
| 1476                    | Tommaso Ridolfi                    | Gonf. |
| 1476                    | Girolamo Morelli                   | Gonf. |
| 1476                    | Filippo Tornabuoni                 | Gonf. |
| 1477                    | Giovanni Aldobrandini              | Gonf. |
| 1477                    | Jacopo Guicciardini                | Gonf. |
| 1477                    | Giovanni dell'Antella              | Gonf. |
| 1477                    | Francesco Federighi                | Gonf. |
| 1477                    | Giovanni Lorini                    | Gonf. |
| 1477                    | Jacopo Lanfredini                  | Gonf. |
| 1478                    | Berlinghiero Berlinghieri          | Gonf. |
| 1478                    | Cesare Petrucci                    | Gonf. |
| 1478                    | Jacopo degli Alessandri            | Gonf. |
| 1478                    | Paolo Machiavelli                  | Gonf. |
| 1478                    | Simone Zati                        | Gonf. |
| 1478                    | Piero Minerbetti                   | Gonf. |
| 1479                    | Andrea di Cresci                   | Gonf. |
| 1479                    | Piero del Benino                   | Gonf. |
| 1479                    | Giovanni Serristori                | Gonf. |
| 1479                    | Lorenzo Davanzati                  | Gonf. |
| 1479                    | Cristofano Carnesecchi             | Gonf. |
| 1479                    | Duto Masi                          | Gonf. |
| 1479                    | Tommaso Soderini                   | Gonf. |

## Années 1480
| Période de gouvernement | Gonfaloniers de Justice et Prieurs | Notes |
| ----------------------- | ---------------------------------- | ----- |
| 1480                    | Averardo Salviati                  | Gonf. |
| 1480                    | Bernardo Lucalberti                | Gonf. |
| 1480                    | Bernardo Buongirolami              | Gonf. |
| 1480                    | Giovanni Bonsi                     | Gonf. |
| 1480                    | Piero Mellini                      | Gonf. |
| 1480                    | Bernardo Rucellai                  | Gonf. |
| 1481                    | Antonio Pucci                      | Gonf. |
| 1481                    | Bernardo Corbinelli                | Gonf. |
| 1481                    | Cristofano Spinelli                | Gonf. |
| 1481                    | Cosimo Bartoli                     | Gonf. |
| 1481                    | Attilio de'Medici                  | Gonf. |
| 1481                    | Lorenzo Nasi                       | Gonf. |
| 1482                    | Lapo Niccolini                     | Gonf. |
| 1482                    | Noferi Acciaiuoli                  | Gonf. |
| 1482                    | Pier Filippo Pandolfini            | Gonf. |
| 1482                    | Ruggieri Corbinelli                | Gonf. |
| 1482                    | Carlo Serristori                   | Gonf. |
| 1482                    | Giovanni Tornabuoni                | Gonf. |
| 1483                    | Francesco della Stufa              | Gonf. |
| 1483                    | Antonio Ridolfi                    | Gonf. |
| 1483                    | Niccolò Sacchetti                  | Gonf. |
| 1483                    | Lorenzo Carducci                   | Gonf. |
| 1483                    | Alamanno de'Medici                 | Gonf. |
| 1483                    | Giovanni Lanfredini                | Gonf. |
| 1484                    | Galeotto del Caccia                | Gonf. |
| 1484                    | Antonio Spini                      | Gonf. |
| 1484                    | Francesco Valori                   | Gonf. |
| 1484                    | Antonio Canigiani                  | Gonf. |
| 1484                    | Ruberto Lioni                      | Gonf. |
| 1484                    | Mariotto Rucellai                  | Gonf. |
| 1485                    | Averardo de'Medici                 | Gonf. |
| 1485                    | Agostino Biliotti                  | Gonf. |
| 1485                    | Averardo Salviati                  | Gonf. |
| 1485                    | Jacopo Venturi                     | Gonf. |
| 1485                    | Antonio Lorini                     | Gonf. |
| 1485                    | Antonio Paganelli                  | Gonf. |
| 1486                    | Ristoro Serristori                 | Gonf. |
| 1486                    | Piero Berardi                      | Gonf. |
| 1486                    | Bartolommeo Scala                  | Gonf. |
| 1486                    | Ridolfo Ridolfi                    | Gonf. |
| 1486                    | Giovanni Dini                      | Gonf. |
| 1486                    | Tommaso Minerbetti                 | Gonf. |
| 1487                    | Sigismondo della Stufa             | Gonf. |
| 1487                    | Buonaccorso Pitti                  | Gonf. |
| 1487                    | Averardo Serristori                | Gonf. |
| 1487                    | Guido Vespucci                     | Gonf. |
| 1487                    | Giuliano de'Medici                 | Gonf. |
| 1487                    | Bernardo del Nero                  | Gonf. |
| 1488                    | Niccolò Sacchetti                  | Gonf. |
| 1488                    | Domenico Bartoli                   | Gonf. |
| 1488                    | Maso degli Alessandri              | Gonf. |
| 1488                    | Domenico Bonsi                     | Gonf. |
| 1488                    | Giovanni Serristori                | Gonf. |
| 1488                    | Nero Cambi                         | Gonf. |
| 1489                    | Francesco Valori                   | Gonf. |
| 1489                    | Tommaso Antinori                   | Gonf. |
| 1489                    | Agnolo Niccolini                   | Gonf. |
| 1489                    | Ruggieri Minerbetti                | Gonf. |
| 1489                    | Braccio Martelli                   | Gonf. |
| 1489                    | Niccolò Ridolfi                    | Gonf. |

## Années 1490
| Période de gouvernement | Gonfaloniers de Justice et Prieurs | Notes |
| ----------------------- | ---------------------------------- | ----- |
| 1490                    | Andrea Giugni                      | Gonf. |
| 1490                    | Bernardo Bartolini                 | Gonf. |
| 1490                    | Bartolommeo Pucci                  | Gonf. |
| 1490                    | Piero Alamanni                     | Gonf. |
| 1490                    | Francesco Dini                     | Gonf. |
| 1490                    | Giovanni Davanzati                 | Gonf. |
| 1491                    | Jacopo de'Medici                   | Gonf. |
| 1491                    | Piero Corsini                      | Gonf. |
| 1491                    | Lorenzo Morelli                    | Gonf. |
| 1491                    | Piero Altoviti                     | Gonf. |
| 1491                    | Francesco Taddei                   | Gonf. |
| 1491                    | Girolamo Corbinelli                | Gonf. |
| 1492                    | Niccolò Cocchi                     | Gonf. |
| 1492                    | Niccolò Federighi                  | Gonf. |
| 1492                    | Domenico Pandolfini                | Gonf. |
| 1492                    | Matteo Canigiani                   | Gonf. |
| 1492                    | Andreuolo Sacchetti                | Gonf. |
| 1492                    | Mariotto Rucellai                  | Gonf. |
| 1493                    | Dionigi Pucci                      | Gonf. |
| 1493                    | Francesco Nasi                     | Gonf. |
| 1493                    | Giuliano Salviati                  | Gonf. |
| 1493                    | Giovanni Francesco Tornabuoni      | Gonf. |
| 1493                    | Francesco Valori                   | Gonf. |
| 1493                    | Piero Capponi                      | Gonf. |
| 1494                    | Filippo dell'Antella               | Gonf. |
| 1494                    | Tommaso Minerbetti                 | Gonf. |
| 1494                    | Niccolò Martelli                   | Gonf. |
| 1494                    | Giovanni Paolo Lotti               | Gonf. |
| 1494                    | Francesco Gherardi                 | Gonf. |
| 1494                    | Francesco Scarfi                   | Gonf. |
| 1495                    | Filippo Corbizi                    | Gonf. |
| 1495                    | Tanai de'Nerli                     | Gonf. |
| 1495                    | Bardo Corsi                        | Gonf. |
| 1495                    | Lorenzo Lenzi                      | Gonf. |
| 1495                    | Gino Ginori                        | Gonf. |
| 1495                    | Antonio Manetti                    | Gonf. |
| 1496                    | Matteo del Caccia                  | Gonf. |
| 1496                    | Domenico Mazzinghi                 | Gonf. |
| 1496                    | Piero degli Albizzi                | Gonf. |
| 1496                    | Tommaso Antinori                   | Gonf. |
| 1496                    | Giuliano Orlandini                 | Gonf. |
| 1496                    | Piero Lenzi                        | Gonf. |
| 1497                    | Francesco Valori                   | Gonf. |
| 1497                    | Bernardo del Nero                  | Gonf. |
| 1497                    | Piero degli Alberti                | Gonf. |
| 1497                    | Domenico Bartoli                   | Gonf. |
| 1497                    | Paolo Carnesecchi                  | Gonf. |
| 1497                    | Paolo Antonio Soderini             | Gonf. |
| 1498                    | Giuliano Salviati                  | Gonf. |
| 1498                    | Piero Popoleschi                   | Gonf. |
| 1498                    | Vieri de'Medici                    | Gonf. |
| 1498                    | Ridolfo Ridolfi                    | Gonf. |
| 1498                    | Bardo Corsi                        | Gonf. |
| 1498                    | Guidantonio Vespucci               | Gonf. |
| 1499                    | Paolo Falconieri                   | Gonf. |
| 1499                    | Tommaso Giovanni                   | Gonf. |
| 1499                    | Francesco Gherardi                 | Gonf. |
| 1499                    | Salvestro Federighi                | Gonf. |
| 1499                    | Giovacchino Guasconi               | Gonf. |
| 1499                    | Giovanni Batista Ridolfi           | Gonf. |

## Année 1500
| Période de gouvernement | Gonfaloniers de Justice et Prieurs | Notes |
| ----------------------- | ---------------------------------- | ----- |
| 1500                    | Francesco Pepi                     | Gonf. |
| 1500                    | Antonio del Vigna                  | Gonf. |
| 1500                    | Pierfrancesco Tosinghi             | Gonf. |
| 1500                    | Piero Gualterotti                  | Gonf. |
| 1500                    | Niccolò Zati                       | Gonf. |
| 1500                    | Giovanni Batista Bartolini         | Gonf. |